# Tamicha Jackson
Tamicha Renia Jackson (Dallas, 22 aprile 1978) è un'ex cestista statunitense, professionista nella WNBA.

## Carriera
Ha vinto una medaglia d'oro con gli USA al Campionato del mondo juniores 1997.
Nel 2000 si è laureata alla Louisiana Tech University in biologia animale.
È stata selezionata dalle Detroit Shock al primo giro del Draft WNBA 2000 (8ª scelta assoluta).
Nel luglio 2003 viene ingaggiata dall'Ares Ribera per il successivo torneo di LegA Basket Femminile italiana. A fine 2003, dopo aver trascorso le vacanze natalizie negli USA non fa rientro in Italia, chiudendo l'esperienza con l'Ares Ribera dopo aver disputato 8 partite e realizzato 102 punti, con una media di 13,36 punti, seconda più alta nella storia di Ribera, dietro solo a Jennifer Gillom.

## Palmarès
- 2 volte campionessa NWBL (2002, 2003)